# Затон (Україна)
Зато́н — село Миргородського району Полтавської області. Населення станом на 2001 рік становило 167 осіб. Входить до Великобагачанської селищної об'єднаної територіальної громади з адміністративним центром у смт Велика Багачка.

## Географія
Село Затон розміщене на лівому березі річки Псел, вище за течією на відстані 1,5 км розташоване село Мала Решетилівка, нижче за течією на відстані 3 км розташоване село Байрак, на протилежному березі — село Гарнокут. До села примикає озеро Затон. Село оточене великим сосновим масивом.
Віддаль до центру громади — 5 км. Найближча залізнична станція Сагайдак — за 23 км.

## Історія
Село Затон виникло в другій половині XIX ст. як хутір Багачанської волості Миргородського повіту Полтавської губернії.
На карті 1869 року поселення було позначене як хутір Затопон.
За переписом 1900 року в хуторі Затон Багачанської волості Миргородського повіту Полтавської губернії разом з іншими поселеннями (села Мала Решетиловочка, Байрак, хутори Бутов, Лозовате, Гаврилівка, Талоховщина) була Малорешетилівська козацька громада, що об'єднувала 282 двори, 1882 жителя, було дві школи — земська і грамоти.
У 1912 році в хуторі було 265 жителів, діяла школа грамоти.
У січні 1918 року в селі розпочалась радянська окупація.
Станом на 1 лютого 1925 року Затон належав до Великобагачанського району Лубенської округи.
У 1932–1933 роках внаслідок Голодомору, проведеного радянським урядом, у селі загинуло 44 мешканців.
З 14 вересня 1941 по 22 вересня 1943 року Затон був окупований німецько-фашистськими військами.
Станом на 1 вересня 1946 року село було центром Затонської сільської ради Великобагачанського району Полтавської області.
У 1968 році в селі було відкрито пам'ятник на братській могилі партизанів.
Село входило до Великобагачанської селищної ради Великобагачанського району.
12 жовтня 2016 року шляхом об'єднання Великобагачанської селищної ради та Багачанської Першої, Радивонівської, Степанівської, Якимівської сільських рад Великобагачанського району була утворена Великобагачанська селищна об'єднана територіальна громада з адміністративним центром у смт Велика Багачка.

## Економіка
- Молочно-товарна ферма
- СФГ "Затінське"

## Пам'ятки
- Байраківський заказник — ландшафтний заказник місцевого значення
- Пам’ятний знак полеглим землякам під час Радянсько-німецької війни
- Пам'ятник на братській могилі партизанів